# Hurricane (Eden-Golan-Lied)
Hurricane (hebräisch הוריקן, ursprünglich October Rain) ist ein Popsong der israelischen Sängerin Eden Golan aus dem Jahr 2024. Mit dem Lied vertrat Golan Israel beim Eurovision Song Contest 2024 in Malmö.

## Hintergrund
Das von Avi Ohayon, Keren Peles und Stav Beger geschriebene Lied ist inspiriert vom Terrorangriff der Hamas auf Israel 2023 und thematisiert dessen emotionale Folgen für die Israelis. In der Ursprungsversion lautete der Titel noch October Rain (hebräisch הגשם של אוקטובר, Anspielung auf November Rain von Guns N’ Roses und den 7. Oktober, an dem der Terrorangriff stattfand). Da dieser Text in Verbindung mit dem Monat Oktober, in dem der Terrorangriff auf Israel stattfand, als politische Botschaft angesehen wurde, beantragte die Europäische Rundfunkunion (EBU) eine Neufassung des Liedes. Letztlich wurde durch die EBU die überarbeitete Version mit dem Titel Hurricane genehmigt. Es wurde am 10. März 2024 veröffentlicht.

## Beim Eurovision Song Contest
Israel nahm mit dem Titel am 68. Eurovision Song Contest teil, der vom 7. bis zum 11. Mai 2024 in Malmö stattfand. Hurricane wurde dem zweiten Halbfinale zugelost und startete dort an 14. Stelle der 16 Teilnehmer. Der Song gewann das Halbfinale mit 194 Punkten. Im Finale trat der Song mit der Startnummer 6 an und landete am Ende mit insgesamt 375 Punkten auf dem 5. Rang. Dabei lag er bei den Jurys mit 52 Punkten nur auf dem zwölften Platz, beim Publikum jedoch mit 323 Punkten auf dem zweiten Platz.

## Chartplatzierungen
| ChartsChartplatzierungen | Höchstplatzierung | Wochen |
| ------------------------ | ----------------- | ------ |
| Israel (Media Forest)    | 1 (… Wo.)         | …      |
| Schweiz (IFPI)           | 29 (2 Wo.)        | 2      |